# Góry Śnieżne (Południowa Afryka)
Góry Śnieżne (ang.: Snow Mountains; afr.: Sneeuberge) – góry zrębowe w południowej części Republiki Południowej Afryki, w północno-wschodnim skrawku Wielkiego Karru, część systemu progów tektonicznych Wielkiego Urwiska. Rozciągają się na długości ok. 50 km. Najwyższy szczyt, Kompasberg, osiąga wysokość 2504 m n.p.m.